# Cascadas de Agua Azul
17°15′45″N 92°07′13″V / 17.26250°N 92.12028°V
Cascadas de Agua Azul (spansk for "Det Blå Vands Vandfald") (eller blot Agua Azul) ligger i den mexicanske stat Chiapas, 69 km fra byen Palenque, på vejen til byerne Ocosingo (39 km). Der er flere end 500 vandfald, hvis højde er fra 3 til 30 meter.
Vandfaldene tiltrækker en hel del turister og der er mange boder og små restauranter omkring vandfaldene.
Der er to andre mindre velbesøgte seværdigheder på vejen fra Palenque til Ocosingo: Det høje vandfald Misol-Ha og flodlejet Agua Clara.
Det er muligt at svømme visse steder ved Agua Azul, men nogle steder kan der være stærk og lumsk strøm, hvor folk har mistet livet.
- Wikimedia Commons har flere filer relateret til Cascadas de Agua Azul